# Driekske van Bussel
Driekske van Bussel (n. 18 noiembrie 1868, Asten⁠(d), Austria Superioară, Austria – d. 27 aprilie 1951, Helmond, Brabantul de Nord, Țările de Jos) a fost un arcaș ce a reprezentat Regatul Țărilor de Jos, medaliat olimpic. A participat la o ediție a Jocurilor Olimpice (1920) în care a câștigat o medalie de aur.

## Participări
Lista de mai jos prezintă principalele competiții la care a participat Driekske van Bussel de-a lungul carierei.
- archery at the 1920 Summer Olympics – team moving bird, 28 metres[*]